# Werner Friedrich Bruck
Werner Friedrich Bruck (geboren 23. August 1880 in Breslau; gestorben 29. Mai 1945 in New York City) war ein deutsch-britischer Agrarwissenschaftler und Ökonom.

## Leben
Werner Friedrich Bruck war ein Sohn des Breslauer Strafrechtlers und Geheimrats Felix Friedrich Bruck und der Anna Elise; seine Mutter starb bei der Geburt. Er studierte Biologie und Volkswirtschaft an den Universitäten Breslau, Berlin und Halle und war zunächst als Biologe und Agrarwissenschaftler tätig. Er promovierte 1904 in Leipzig und wurde nach einer Tätigkeit am Reichsamt für Land- und Forstwirtschaft in Berlin 1905 Assistent an der Universität Gießen, wo er sich 1907 habilitierte und zum Privatdozenten ernannt wurde. Seit 1904 war er Mitglied der Nationalliberalen Partei und nach 1918 der Deutschen Volkspartei.
Vor dem Ersten Weltkrieg unternahm er im Auftrag des Reichskolonialamtes Studienreisen nach Ostafrika und Asien, so dass er einen Lehrauftrag für tropische Landwirtschaft in Gießen erhielt. Während des Krieges war er Mitarbeiter Walther Rathenaus im Kriegswirtschaftsamt sowie tätig in der deutschen Gesandtschaft in Konstantinopel und im Generalgouvernement Warschau, wobei er die Rohstoffversorgung des Deutschen Reiches zu verbessern suchte. Dafür wurde er mit dem EKII ausgezeichnet. Nach einer Tätigkeit in der Demobilmachungsabteilung im Reichswirtschaftsministerium und an der Universität Breslau wurde er 1922 als Professor für Wirtschaftliche Staatswissenschaften, Industriewirtschafts- und Weltwirtschaftslehre an die Universität Münster berufen und schrieb eine Reihe von Beiträgen zur politischen Ökonomie der Weimarer Republik. 1929 gründet er gemeinsam mit dem Generaldirektor der Westfälischen Heimstätte Heinrich Vormbrock die Forschungsstelle für Siedlungs- und Wohnungswesen, das heutige Institut für Siedlungs- und Wohnungswesen an der Westfälische Wilhelms-Universität Münster, sowie das Verkehrswissenschaftliche Seminar. Zusammen mit Walter Hoffmann und Heinrich Weber leitete er seit 1924 das „Institut für Wirtschafts- und Sozialwissenschaften“. Dem Institut waren mehrere Seminare angegliedert: 1. das Seminar für Fürsorgewesen, 2. das Seminar für Arbeitsvermittlung und Berufsberatung, 3. das Seminar für Gewerkschaftswesen und 4. das sozialpolitische Seminar. Ferner übernahm er mit Heinrich Weber die Studienleitung der Westfälischen Verwaltungsakademie, die ebenfalls dem „Institut für Wirtschafts- und Sozialwissenschaften“ angegliedert war. Die Universität Münster wurde im Zusammenhang mit dem per Notverordnung der aktienrechtlichen Pflichtprüfung erschaffenen Berufsstand der Wirtschaftsprüfer im Sommer 1931 vom damaligen Handelsminister mit der Einrichtung eines Prüfungsausschusses für die Berufszulassung der Wirtschaftsprüfer beauftragt. Um die große Zahl der Bewerber auf die Aufgaben der Wirtschaftsprüfung vorzubereiten, gründete Prof. Dr. Werner Friedrich Bruck noch im Jahr 1931 das „Seminar für Wirtschaftsprüfer“ beim Institut für Wirtschafts- und Sozialwissenschaften der Westfälischen Wilhelms-Universität Münster sowie einen Förderkreis für dieses Seminar als eingetragenen Verein, welches bis heute als Institut für Rechnungslegung und Wirtschaftsprüfung fortbesteht.
Nach der Machtergreifung der Nationalsozialisten wurde Bruck aus rassistischen Gründen mit dem Gesetz zur Wiederherstellung des Berufsbeamtentums zwangsbeurlaubt und musste ein Pensionierungsgesuch einreichen. 1934 emigrierte er nach Großbritannien und hatte eine Gastprofessur in Cardiff. Seit 1939 war er britischer Staatsbürger.
Mit einem Rockefeller-Stipendium konnte Bruck 1940 in die USA reisen, wo er einen Lehrstuhl für Politische Verwaltung an der New School of Social Research erhielt, sowie Gastprofessuren an den Universitäten von Wisconsin und Kansas.
Mit seiner Frau Antonia Coerper (* 1890) hatte er die Söhne Caspar (* 1920) und Peter (* 1922), die beide während des Zweiten Weltkriegs in der British Army Soldat waren. Er war ein jüngerer Bruder des Juristen Eberhard Friedrich Bruck.

## Schriften (Auswahl)
- The road to planned economy : capitalism and socialism in Germany's development, Cardiff : Univ. Press Board 1934.
- Die volkswirtschaftliche Bedeutung des Wirtschaftsprüfers und die Anforderungen an sein Wissen in Deutschland und England, Berlin : J. Springer 1932.
- Schafft Arbeit für Millionen Arbeitslose noch vor dem Winter! : ein Arbeitsprogramm in zwölfter Stunde, Münster 1931.
- Das Ausbildungsproblem des Beamten in Verwaltung und Wirtschaft. Geschichtliches und Reformvorschläge. Leipzig: Quelle & Meyer 1926.
- Institut für Wirtschafts- und Sozialwissenschaften. In: Taschenbuch für die Studierenden der Westfälischen Wilhelms-Universität Münster i.W. 1926, S. 28–33.
- Geschichte des Kriegsausschusses der Deutschen Baumwoll-Industrie zugleich Abriß d. Baumwollwirtschaft während d. Krieges : Im Auftr. d. Kriegsausschusses d. deutschen Baumwoll-Industrie, Berlin : Kriegsausschuß d. Deutschen Baumwoll-Ind. 1920.
- Juteersatz und Hanfbau : ein Beitrag z. Organisation unseres inneren Wirtschaftsmarktes während d. Krieges, Berlin : Parey 1914.
- Wie studiert man Biologie? : eine Einf. in d. Wissensch. f. angehende Studierende d. Botanik u. Zoologie u. deren Ergänzungswiss., mit Ratschl. z. zweckmäss. Anordn. d. Studienganges, Stuttgart : Violet 1910.
- Pflanzenkrankheiten, Leipzig : Göschen 1907.

## Herausgeberschaft
- mit Heinrich Weber (Hrsg.): Westfälische Verwaltungsakademie. Münster: Verlag der Westfälischen Verwaltungsakademie 1925 ff, 4 Hefte.
- mit Friedrich Hoffmann, Heinrich Weber (Hrsg.): Wirtschafts- und Sozialwissenschaftliche Abhandlungen. 9 Hefte. H. 1-4 Leipzig: Quelle & Meyer 1926 ff, ab H. 5 Münster i.W.: Baader 1929 ff.